# 植草克秀
植草克秀（1966年7月24日—），日本千葉縣出生，為日本1980年代非常受歡迎的偶像團體「少年隊」的成員。1980年2月進入傑尼斯事務所。
1994年7月與模特兒千惠子在交往10年之後結婚，兩人於2010年離婚。兩人育有一兒一女，兒子植草裕太也曾進入傑尼斯事務所。

## 作品

### 電影
- 胸さわぎの放課後 （1982年4月17日）【東映】(主演：ひかる一平)
- 呼喊暴風雨的男人（1983年8月4日、たのきんスーパーヒットシリーズ第6弾）【東寶】 - 国分英次 役 (主演：近藤真彦)
- Love Forever （1983年8月4日）【東寶】(主演：田原俊彦)
- あいつとララバイ （1983年12月24日）【東寶】 - 太田一夫 役
- 19 ナインティーン （1987年8月1日）【東寶】 - サウス 役
- ヴイナス戦記（1988年3月11日）【松竹】 - 声優・ヒロ 役

### 電視劇
- 冷暖人间第二至十季  （1990年-2011年）【TBS电视台】饰演 本间英作

## 外部連結
- 少年隊公式網站